# سلطان نصیر
سلطان نصیر، روستایی از توابع بخش مرکزی شهرستان نائین در استان اصفهان ایران است.نام این روستا برگرفته از نوه هفتمین امام شیعیان یعنی نصیرابن ابراهیم ابن موسی کاظم است که در این روستا مدفون است. 

## جمعیت
این روستا در دهستان کوهستان و در انتهای جاده نایین به دولت آباد رضا حاجی قرار دارد و براساس سرشماری مرکز آمار ایران در سال ۱۳۸۵، جمعیت آن 25 نفر (۸خانوار) بوده‌است.